# Lista över Benedictus XVI:s helgon- och saligförklaringar
Lista över Benedictus XVI:s helgon- och saligförklaringar

## Helgonförklaringar

### 2005
- Den 23 oktober helgonförklarades Józef Bilczewski, Gaetano Catanoso, Zygmunt Gorazdowski, Alberto Hurtado Cruchaga och Felice da Nicosia.

### 2006
- Den 15 oktober helgonförklarades Rafael Guízar Valencia, Théodore Guérin, Filippo Smaldone och Rosa Venerini.

### 2007
- Den 11 maj helgonförklarades Frei Galvão.
- Den 3 juni helgonförklarades George Preca, Szymon av Lipnica, Charles Houben och Marie-Eugénie de Jésus.

### 2008
- Den 12 oktober helgonförklarades Gaetano Errico, Maria Bernarda Bütler, Alphonsa och Narcisa de Jesús Martillo y Morán.

### 2009
- 26 april: Arcangelo Tadini, Bernardo Tolomei, Nuno de Santa Maria Álvares Pereira, Gertrude Comensoli och Caterina Volpicelli
- 11 oktober: Zygmunt Szczęsny Feliński, Francisco Coll y Guitart, Damien Joseph de Veuster, Rafael Arnáiz Barón och Jeanne Jugan

### 2010
17 oktober: Stanisław Kazimierczyk, André Bessette, Candida Maria Cipitria y Barriola, Mary MacKillop, Giulia Salzano och Camilla Battista Varano

### 2011
- 23 oktober: Guido Maria Conforti, Luigi Guanella och Bonifacia Rodríguez Castro

### 2012
- 21 oktober: Jacques Berthieu, Giovanni Battista Piamarta, Pedro Calungsod, Carmen Sallés y Barangueras, Marianna Cope, Anna Schäffer och Kateri Tekakwitha

## Saligförklaringar

### 2005
- 14 maj: Ascensión del Corazón de Jesús och Marianne Cope
- 19 juni: Ignatius Kłopotowski, Władysław Findysz och Bronisław Markiewicz
- 9 oktober: Clemens August von Galen
- 29 oktober: María De Los Ángeles Ginard Martí och Josep Tàpies med sex följeslagare
- 6 november: Eurosia Fabris
- 13 november: Charles de Foucauld, Maria Pia Mastena och Maria Crocifissa Curcio
- 20 november: Anacleto González Flores med åtta följeslagare, José Trinidad Rangel, Andrés Solá Molist, Leonardo Pérez och Darío Acosta Zurita

### 2006
- 14 mars: Elia di San Clemente
- 30 april: Agostino Thevarparampil
- 30 april: Luigi Biraghi och Luigi Monza
- 13 maj: Anna Maria Tauscher van den Bosch
- 14 maj: Maria della Passione
- 28 maj: Rita Amada de Jesus
- 15 juni: Eustáquio von Lieshout
- 17 september: Sára Salkaházi
- 17 september: Moses Tovini
- 22 oktober: Paul Josef Nardini
- 22 oktober: Margarita María López de Maturana
- 5 november: Mariano de la Mata Aparicio
- 3 december: Rosa Eluvathingal

### 2007
- 14 april: Luigi Boccardo
- 15 april: Costanza Starace
- 29 april: Maria Rosa Pellesi
- 6 maj: Carmen del Niño Jesús
- 27 maj: Carlo Liviero
- 15 september: Basile Moreau
- 16 september: Stanisław Papczyński
- 16 september: Marie-Céline de la Présentation
- 30 september: Maria Luisa Merkert
- 20 oktober: Albertina Berkenbrock
- 21 oktober: Adílio Daronch, Emmanuel Gómez González
- 26 oktober: Franz Jägerstätter
- 27 oktober: Celina Borzęcka
- 28 oktober: Barcelonas martyrer
- 11 november: Zepherin Namuncurá
- 18 november: Antonio Rosmini
- 2 december: Lindalva Justo de Oliveira

### 2008
- 3 februari: Giuseppina Nicoli
- 30 mars: Celestina della Madre di Dio
- 27 april: Candelaria de San José Paz Castillo Ramírez
- 3 maj: Maria Maddalena dell'Incarnazione
- 4 maj: Margaret Flesch
- 24 maj: Marta Wiecka
- 1 juni: María Josefina de Jesús Crucificado
- 22 juni: Jacques Ghazir Haddad
- 29 juni: Josepha Hendrina Stenmanns
- 21 september: Vincenza Maria Poloni
- 28 september: Michał Sopoćko
- 4 oktober: Francesco Pianzola
- 4 oktober: Francesco Giovanni Bonifacio
- 12 oktober: Louis och Zélie Martin (föräldrar till sankta Thérèse av Jesusbarnet)
- 24 november: Petro Kassui Kibe och 187 följeslagare
- 29 november: José Olallo Valdés